# Chiesa di San Simon
La chiesa di San Simone Apostolo, più nota come chiesa di San Simon, è un edificio di culto cattolico di Vallada Agordina, in provincia di Belluno e diocesi di Belluno-Feltre. La chiesa venne dichiarata monumento nazionale nel 1877.

## Storia

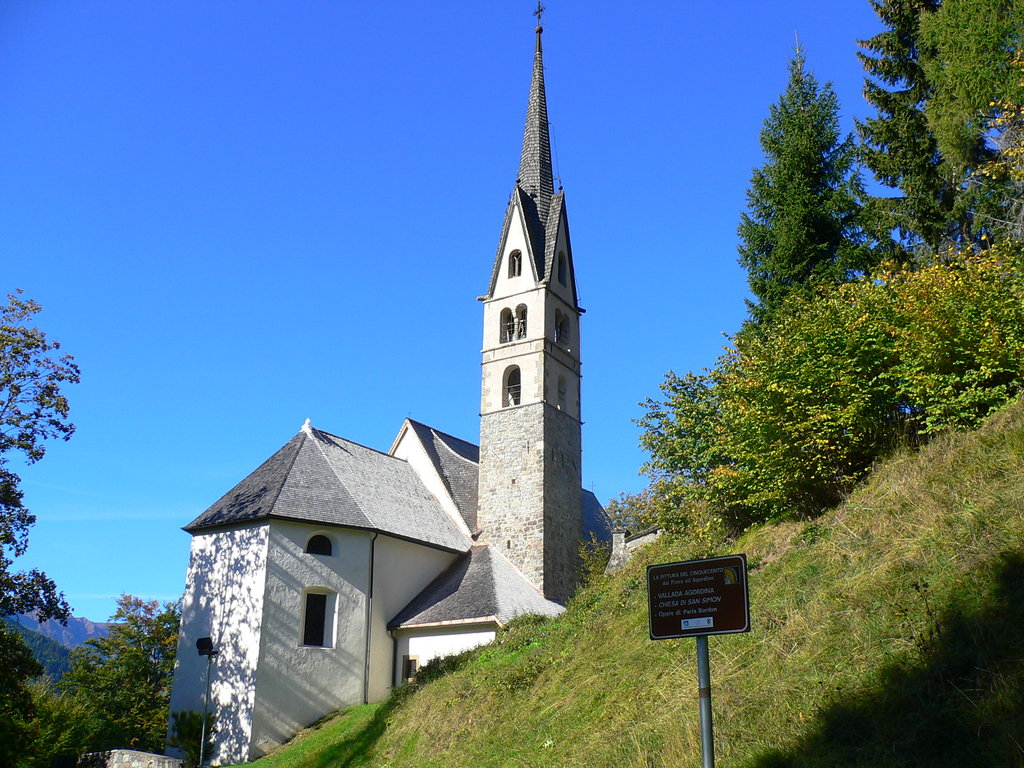
Vista del retro della chiesa

### Il mito di Celentone
Secondo la leggenda tramandataci da Agostino Tomaselli, un maestro di Vallada vissuto nei primi anni del XIX secolo, nel 720 il pio Celentone giunse nella valle del Biois per sfuggire alle feroci incursioni barbariche. Durante sette anni di permanenza convertì le popolazioni locali ed intraprese, da solo, sulle pendici del monte che prenderà il suo nome, i lavori per la costruzione di una primitiva chiesa, poco sotto l'antico centro abitato “le Piane”.
Rifacendosi a questa leggenda alcuni affermano che la pietra oggi incastonata sulla facciata risalirebbe al 720 d.C. e che la “C” scolpita su di essa sarebbe l'iniziale di “Celentone”.
L'ipotesi, seppur suggestiva è però infondata: la stele sulla facciata sembra essere una semplice pietra tombale del tutto simile all'arca del 1736 conservata nella chiesa di Carfon, riportante l'abbreviazione “HIC” (probabilmente “hic iacet”, qui giace) seguito dal nome della persona sepolta, probabilmente nel XVIII secolo.
Glauco Benito Tiozzo propone una versione alternativa al mito messo per iscritto da Agostino Tomaselli e tuttora vivo fra la popolazione: forse l'anno poteva essere il 572, anziché il 720, e il Celentone un “centurione” romano dell'impero d'Oriente giunto nella valle con un manipolo di soldati sbandati di fronte all'irruenza degli ultimi invasori, i Longobardi, calati in Italia nel 568.

### Secoli XII-XIV
La prima traccia storica della presenza della chiesa è in una bolla pontificia di papa Lucio III dell'ottobre del 1185 che ricorda la chiesa “Sancti Simonis Canalis de supra”. Essa viene citata fra le cappelle dipendenti dalla Pieve di Agordo, a Vallada infatti non risiedeva ancora un Pievano ma si ricorreva a quello di Agordo che vi giungeva per celebrare la messa.
Tra il XII e il XIV secolo l'importanza della chiesa dedicata ai santi Simone e Giuda Taddeo crebbe gradualmente tanto da diventare luogo privilegiato per ricevere indulgenze e per le processioni votive. Grazie ad una traduzione e sintetizzazione delle “dodici Pergamene dei Privilegia” della chiesa di San Simon, redatta nel 1505 dal cappellano di Cencenighe Agordino, Pelegrino de Chalegari, sappiamo che la prima indulgenza a noi nota fu concessa alla chiesa di San Simon nel 1354.
Negli anni cinquanta del Trecento venne fondata a San Simon la Confraternita della Beata Vergine dei Battuti, un'associazione laica che si occupava di soccorrere i poveri e, in parte, anche del mantenimento della chiesa. Al vertice del sodalizio stava il “gastaldo”, affiancato da un tesoriere, il “massaro”. Grazie al contributo dei primi “regolieri” venne edificato l'altare dedicato a San Bartolomeo.
Durante il Trecento la chiesa venne deturpata da ripetuti atti sacrileghi: nel 1361, nel 1379-80 e in un anno non precisato di fine Trecento.
Sempre dalla pergamena di Pelegrino de Chalegari veniamo a sapere che il vescovo Francesco da Serravalle, inviato da Giacomo Goblin, vescovo-conte di Belluno e Feltre, il 28 ottobre 1361 consacrò nuovamente la chiesa, il cimitero e l'altare laterale di San Bartolomeo, non si sa se a causa di un furto o di una vera e propria profanazione.

### Secoli XV-XVII

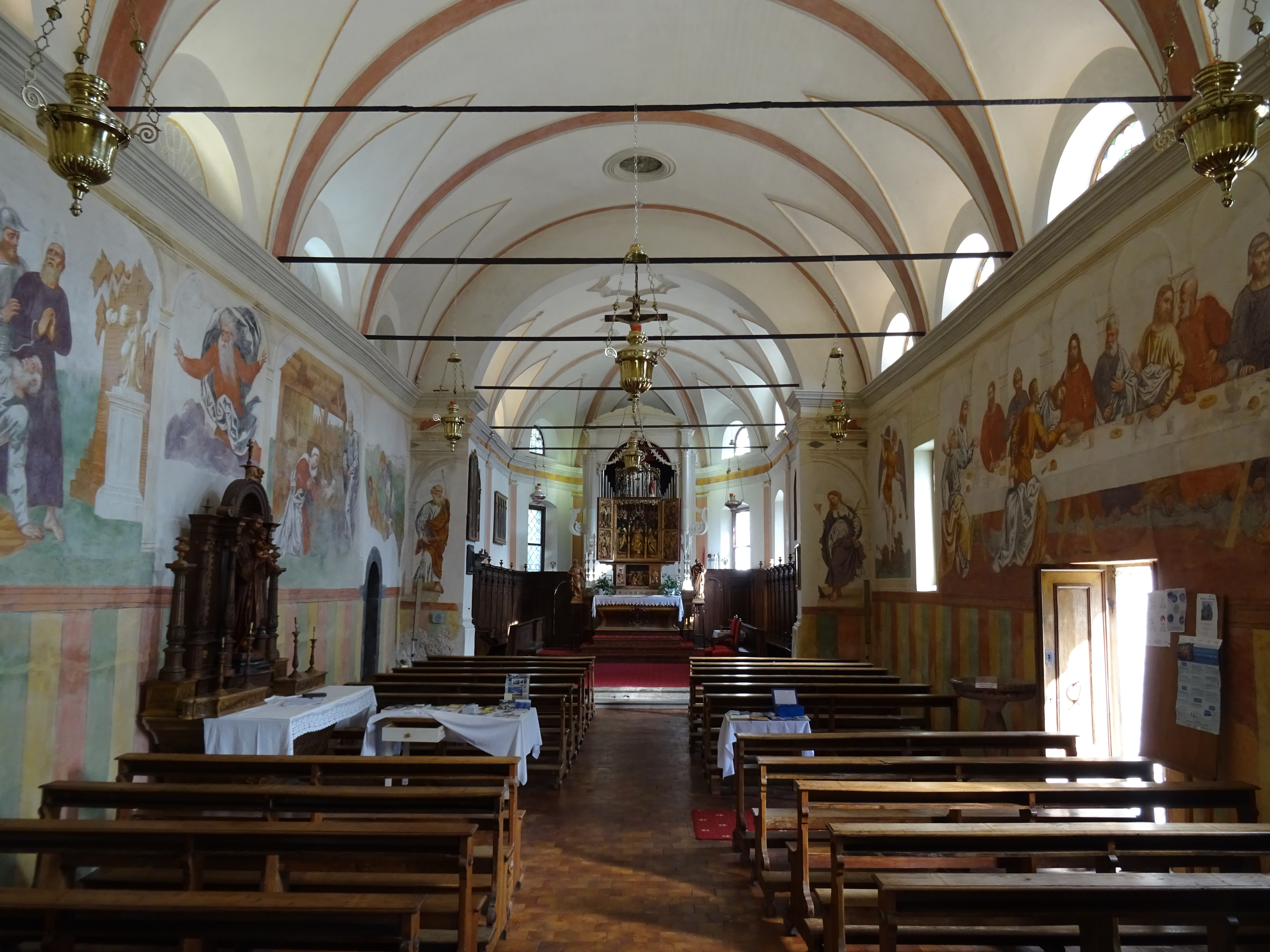
Interno

Il 3 settembre 1458, con il favore di papa Callisto III, San Simon divenne comparrocchiale o "sorella matrice" della chiesa di San Giovanni Battista, sorta a Canale d'Agordo tra la fine del XIII e l'inizio del XIV secolo; le due cappelle che fino ad allora, pur essendo unite, non erano ancora formalmente una pieve, assumevano ora tutti i diritti parrocchiali. Il rettore delle due antiche cappelle, Bartolomeo di Lambrutio, che fino a quel momento dipendeva dall'arcidiacono di Agordo divenne il nuovo legittimo pievano.
Gli inventari del 1484 e del 1504 attestano che la pieve di San Simon poteva contare su oltre un centinaio di boschi, masi, prati e campi, che nel giro di cinquant'anni oltrepassarono il numero di 170, come dimostra chiaramente l'inventano del 1539.
Il 29 luglio 1600 il vescovo Luigi Lollino, in visita alla pieve di Canale d'Agordo, rimane suggestionato dal fascino della chiesa di San Simon come si percepisce dalla relazione della visita:
Sul soffitto dell'abside sono dipinti i quattro evangelisti; sulla parete meridionale le immagini di san Sebastiano e di san Rocco, sulla parete settentrionale le immagini di san Pietro e di san Giovanni. Sulla parete della navata sono dipinte le seguenti immagini: sulla parete a nord, tra l'altare di san Bartolomeo e l'altare di sant'Antonio, ci sono le seguenti immagini: la Natività di nostro signor Gesù Cristo e la figura della Beata Vergine con il signore Gesù bambino, san Giuseppe e due pastori; invece sulla parete tra l'altare di sant'Antonio verso ovest, in due cornici, è racchiuso il martirio di san Simone. Sulla parete occidentale sono raffigura-te le immagini di sant'Agostino, di sant'Ambrogio e dei santi Rocco e Cipriano. Sulla parete meridionale ci sono le immagini di san Giorgio e della Cena del Signore e di san Michele arcangelo... E tutte sono straordinarie e davvero degne di essere viste”.»
Il vescovo, con non comune sensibilità artistica, ordinò di non accendere le candele troppo vicine al muro a cui era addossato l'altare di sant'Antonio per non rovinare gli affreschi di Paris Bordon.
La crescente devozione indusse alcuni fedeli a fondare, verso il 1634 la Confraternita di sant'Antonio abate.
Grazie a un lascito di Pietro Micheluzzi, nel 1681 la popolazione di Vallada poté richiedere un "mansionario" a san Simon. Per l'occasione, nel 1686, fu edificata a Sachet la prima canonica.

### Secoli XVIII-XX
Nel 1741 fu allestita una Via Crucis, forse la prima istituita nella valle, e, nel 1752, il prestigio della chiesa di San Simon indusse i Regolieri di Vallada e Carfon-Fregona-Feder a chiedere al vescovo di Feltre Giovanni Battista Bortoli, di poter conservare una reliquia di San Simon.
Attorno al 1760 alcuni capi famiglia, determinati a ottenere la conservazione del Santissimo Sacramento anche nella chiesa di San Simon, falsificarono i documenti inducendo il vescovo Giovanni Battista Sandi ad acconsentire alla richiesta. La denuncia di alcuni Regolieri spinse il prelato a ritirare immediatamente la concessione, che fu data nuovamente solo ottanta anni più tardi, il 1º luglio 1839 dal vescovo Luigi Zuppani.
Nel 1760 i paesi di Cogul, Andrich e Sachet decretarono l'istituzione di una nuova “mansioneria” nella chiesa di San Simon, chiamata “primissaria” o “mansioneria del Santo”, in quanto dedicata a sant'Antonio di Padova.
Nel 1764 fu consegnata al primissario don Antonio Bet (1760-1771) la nuova canonica che ancora oggi si può vedere inserita in una costruzione più ampia dietro l'oratorio di Andrich.
La chiesa fu dunque servita da due mansionari, il Primissario — che abitava ad Andrich - e il mansionario principale, che risiedeva a Sachet. Nel 1837 morì l'ultimo Primissario, don Luigi Soppelsa, in quell'occasione fu infatti deciso, data la carenza di sacerdoti e delle rendite, l'accorpamento delle due mansionerie, in modo da permettere un miglior sostentamento ad un solo prete.
Alla metà dell'Ottocento aumentò tra i cittadini di Vallada la volontà dell'autonomia di San Simon dalla Pieve di Canale. Il primo passo in questa direzione fu la fondazione, nel 1855, della Fabbriceria Comparrocchiale di San Simon, che separava l'amministrazione delle due chiese di san Simon e di san Rocco dalla Fabbriceria di Canale.
Il 4 novembre 1866 l'Agordino passò dal Regno Lombardo-Veneto al Regno d'Italia. In quel periodo vennero attuati dei profondi cambiamenti nell'amministrazione delle chiese: tutti i possedimenti erano infatti stati messi all'asta dopo la legge statale di confisca del 1867. Fortunatamente il 25 marzo 1877 la chiesa di San Simon fu dichiarata monumento nazionale dallo Stato italiano e poté da allora in poi passare sotto la tutela della Nazione.
Durante la Grande guerra una bomba scoppiata nei pressi di Celat frantumò le vetrate dell'abside e l'8 aprile 1918 si diffusero in tutta la vallata i colpi sordi dei martelli che frantumavano le secolari campane della chiesa.

## Fasi della costruzione
Dell'antico impianto tipico delle cappelle medievali dolomitiche - caratterizzato un'unica navata a capriate a vista, un piccolo catino absidale e una torre campanaria di modeste dimensioni - sono testimoni le finestre medievali e la porta del campanile, con arco a tutto sesto, forse risalente all'XI secolo.
Durante la prima metà del Cinquecento il vecchio soffitto a capriate lignee fu coperto e affrescato da Paris Bordone.
Sappiamo che fin dal 1613 il tetto della chiesa e del campanile era di scandole. Il vescovo Giulio Berlendis, nel 1662, ordinò di ricostruire in pietra il pavimento e gli scalini dell'abside e di chiudere il coro con dei cancelli.
Nel 1736 venne innalzato un nuovo pulpito e nel 1742 il vecchio pavimento di tavole dell'aula fu sostituito con uno nuovo, sempre di legno.
Alla fine del Settecento, a causa del miglioramento delle condizioni di vita e alla derivante crescita demografica, la chiesa di San Simon non era più adeguata alle esigenze del paese. Secondo la leggenda, non riuscendo a trovare un accordo tra chi voleva allargare la chiesa e chi la voleva distruggere e ricostruire più a valle, durante la notte un gruppo di paesani salì a San Simon e abbatté l'abside e il soffitto del tempio costringendo così il resto della popolazione a optare per la prima risoluzione. Nel 1768 le “Parti" delle Regole di Vallada e Carfon-Fregona-Feder deliberarono infatti l'ampliamento dell'antica pieve. I lavori furono eseguiti tra il 1770 e il 1776. La navata fu coperta da una nuova volta e l'abside fu allargata in modo sproporzionato rispetto all'aula. L'interno fu poi decorato da un grande cornicione e ridipinto con le tinte riportate alla luce nella zona absidale dai restauri del 2005. Gli affreschi furono coperti di calce per dare maggiore uniformità al nuovo stile della chiesa.
Tuttavia l'ingrandimento della chiesa non sembrava sufficiente e nel 1789 cominciò a farsi largo tra gli abitanti di Vallada l'idea di abbattere la chiesa e di ricostruirla più a valle, nel villaggio di Sachet. La Regola di Vallada iniziò quindi le pratiche di richiesta al Senato di Venezia e incaricò Antonio Piaz di seguire il progetto. Grazie alla ferma opposizione della Regola di Carfon-Feder-Fregona che lo riteneva assurdo, dopo l'ingrandimento dell'edificio effettuato pochi anni prima, l'antica Chiesa fu salvata. Vennero eseguiti solo alcuni lavori di completamento di quanto era stato fatto durante gli anni settanta e fu risistemato il cimitero.
Tra il 1809 e il 1810 venne ricostruito il pavimento dell'abside dal tagliapietre Giovachin Malus e nel 1841 fu ricostruito il tetto. Fra il 1826 e il 1827 fu restaurato l'esterno della chiesa per opera di Mattia Ganz, Enrico Tissi, Battista De Rocco, Piero Lucchetta, Sebastiano Ganz Giovanni Andrich e Giovanni Maria Micheluzzi.
Nel 1904, assieme alla ricostruzione del pavimento in legno, il falegname Michelangelo Alchini innalzò un nuovo confessionale; nel 1909 il falegname Giovanni Ronchi eseguì la nuova balaustra dell'abside mentre Giovanni Maria Micheluzzi restaurò il pavimento del coro. Nel 1935 un tentativo di furto costrinse la Fabbriceria a far riparare da Felice Ronchi il tetto della sagrestia danneggiato dai ladri, che si erano calati dal foro praticate nel soffitto.
La maggior parte dei lavori di restauro degli affreschi di Paris Bordone fu eseguita nel 1954 dalla Sovrintendenza dei Beni Culturali. Nello stesso anno fu rifatto il pavimento in ceppetti piallati di lance, venne ricostruito il tetto di scandole, furono rifatte le finestre ed elettrificate le campane.
Nuovi lavori furono necessari dopo l'alluvione del 1966 e la caduta di un fulmine l'anno successivo, che sventrò il tetto del campanile; grazie all'apertura di una sottoscrizione del Touring Club Italiano fu avviata un intervento di restauro al campanile.
Gli ultimi lavori di restauro hanno interessato l'edificio tra il 2002 e il 2007. Sono stati restaurati gli intonaci esterni, è stato completamente rifatto il tetto, restaurato il campanile, deumidificata la base delle pareti Ovest e Sud, riportato all'origine l'intonaco interno della chiesa e della sagrestia, restaurato l'armadio della sagrestia.
La ditta Lareco Sas di Vittorio Veneto, sotto la guida della dott.sa Paola De Santis, ha completato il restauro degli affreschi del Bordone finanziato dalla Fondazione Cariverona.

## Architettura

### Esterno
La chiesa di san Simon è adagiata su di un costone boscoso del Monte Celentone: la morfologia del terreno, caratterizzata da una notevole pendenza, ha influenzato l'organizzazione dell'intero complesso ed in particolare del sagrato, disposto secondo due piani diversi in rispettivo riferimento ai due ingressi. Un tempo, quando il bosco non l'aveva completamente nascosta, la chiesa dominava tutta la vallata.
La facciata è a capanna, con i salienti molto inclinati tipici dell'architettura sacra alpina. L'attuale rosone quadrilobato ha presumibilmente sostituito una precedente lunetta, posta alla stessa altezza di quelle laterali, di cui si legge ancora la traccia. Grazie alla presenza di due mensole in pietra si può supporre che anticamente il protiro fosse più pronunciato di quello attuale. A destra del portale è stata affissa una lapide in memoria di Valerio Da Pos, ornata da un medaglione bronzeo rappresentante il profilo del poeta valladese, opera di P. A. Lazzaris, mentre a sinistra è stata affissa la stele in pietra ritenuta prova tangibile della leggendaria fondazione da parte del pio soldato Celentone.
Dal prospetto Sud-Ovest si possono intuire i differenti piani dei due sagrati. Lungo le pareti dell'aula si aprono ad intervalli regolari cinque lunette mentre le due finestre risultano asimmetriche sia rispetto al portale che alla facciata. Lungo questo lato corre un alto gradone usato a guisa di sedile. Nella zona absidale, edificata nel 1773, le aperture delle finestre sono leggermente arcuate mentre le lunette risultano più strette e alte.
A destra dell'ingresso ci sono delle tracce appena visibili di un affresco: si possono ancora distinguere solo i segni incisi di due aureole, una piccola accanto ad un'altra grande. Grazie a questo particolare C. B. Tiozzo ha avanzato l'ipotesi, supportata anche dall'analogia con molte altre chiese del circondario, che si possa trattare di un San Cristoforo, protettore dei viandanti, con il piccolo Gesù seduto sulla spalla.
Dal prospetto Sud-Est si può osservare, oltre alla differente altezza del tetto dell'abside rispetto a quello del corpo centrale, il muro a destra della sacrestia, leggermente discosto, che fa supporre una costruzione preesistente. È interessante notare come questo muro sia marcatamente disposto ad est similmente alla parete nord del campanile. Oggi risulta utile al contenimento della terra che rischia di franare dal ripido pendio a Nord del sacro edificio.

#### Portali
Dei due portali quello rivolto a Sud-Ovest è il più antico. Lo dimostrano lo stato di conservazione degli elementi in pietra, la soglia particolarmente consumata e la decorazione dei piedritti e dell'architrave. I tre elementi in pietra sono decorati da una doppia scanalatura interrotta da tre rilievi ornamentali.
Sopra l'architrave c'è un piccolo e antico affresco incassato nel muro: rappresenta la Madonna di Loreto, iscritta in un rosone e accompagnata da due angeli che reggono un candelabro.

La struttura del portale d'ingresso, coperto da un protiro aggettante in scandole, è costituita semplicemente dai due piedritti e dall'architrave, decorati da una doppia scanalatura interrotta da tre tondi in pietra rossastra. Un'iscrizione posta sul rombo in rilievo sullo zoccolo sinistro porta la data del 1700.

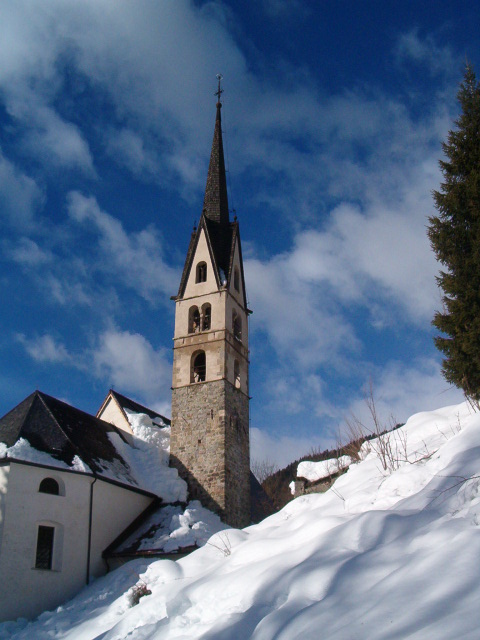

#### Campanile
Grazie alle differenti tessiture murarie possiamo individuare almeno tre fasi di costruzione distinte.
La parte tardo romanica è in pietra a vista e, nel fronte ovest si legge ancora la traccia di un'apertura ad arco preesistente. La sezione cinquecentesca, in cui si aprono quattro finestre ad arco a tutto sesto, è prevalentemente intonacata, solo le pietre angolari sono a vista. La terza parte, totalmente intonacata, è stata innalzata nel 1755, come ci dimostra il Libro dei Conti del Massaro. In ogni lato si apre un'elegante bifora.
La tipica cuspide ad otto falde originate da quattro timpani ricoperta da scandole in larice aumenta ancora di più il forte senso di verticalità.

### Interno
La chiesa di San Simon ha un'unica navata e un presbiterio profondo, che risulta sproporzionato rispetto alle dimensioni dell'edificio. L'asse longitudinale dell'aula è orientato verso Sud-Est mentre il campanile ed il muro ad esso collegato hanno una più marcata direzione Est. Ciò dimostra la preesistenza di un edificio più antico che secondo la simbologia architettonica cristiana, si sviluppava secondo l'asse Est-Ovest.
Dalla sezione longitudinale si possono facilmente distinguere il livello dell'aula e quello del presbiterio settecentesco, le lunette, differenti sia nell'apertura che nell'altezza, le porte del campanile e della sagrestia, una a tutto sesto l'altra a sesto acuto. Inoltre si può osservare che, mentre la navata semplice e scarna sembra quasi in funzione degli affreschi, il presbiterio è impreziosito da più ampie cornici, lesene e rilievi in stucco di gusto barocco.
Guardando la sezione trasversale è evidente la differente altezza della volta dell'aula rispetto a quella del presbiterio. Un'altra chiara interruzione dell'originario schema architettonico è leggibile nella vela della sagrestia che è stata bruscamente interrotta dal nuovo muro absidale.

## Altari
Dal 1549 gli altari ai lati del catino absidale erano decorati dalle quattro immagini dipinte a fresco da Paris Bordone: a destra le sante Caterina d'Alessandria e Barbara e a sinistra i santi Tommaso apostolo e Bartolomeo apostolo. Nel 1635 monsignor Giovanni Tommaso Malloni, in visita a Vallada, descrive gli affreschi e le cornici lignee, non ancora dorate, che li racchiudono.

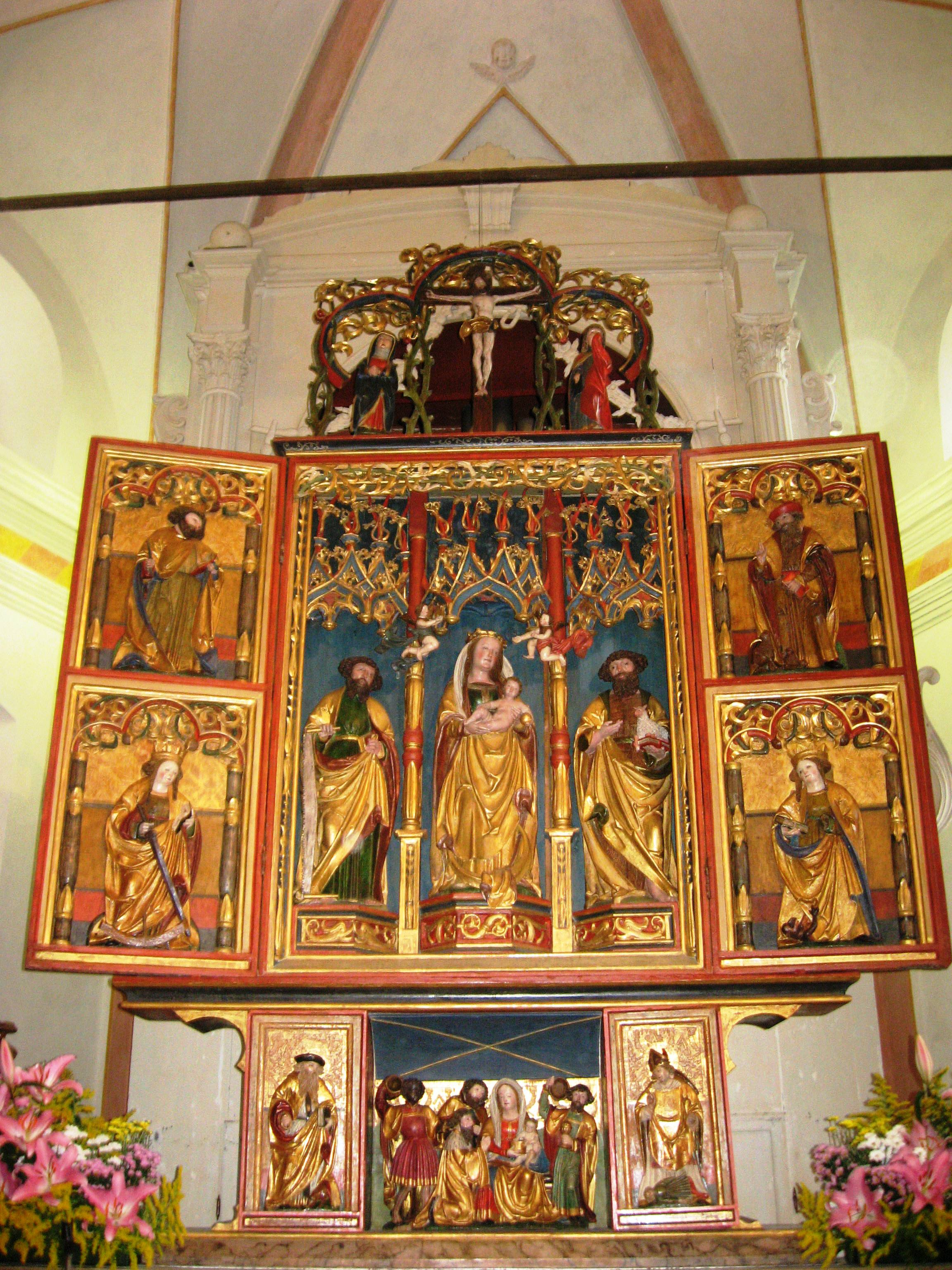
Il Flügelaltar del 1525 di Andrè Haller e collaboratori

In seguito all'allargamento dell'abside del 1774, poiché gli affreschi erano stati coperti da uno strato di calce, vennero eseguite delle nuove pale d'altare. Con la riscoperta degli affreschi cinquecenteschi gli altari laterali furono rimossi.

### Altar Maggiore
Nel 1525, prima che Paris Bordone arrivasse a Vallada, un Flügelaltar era stato riposto nel semplice catino absidale che occupava allora circa un terzo della parete. L'opera, in stile tardogotico, è il risultato della armoniosa e qualificata collaborazione di più artisti. G. Parusini ha attribuito la progettazione generale ad Andrè Haller da Bressanone e ha identificato tra gli autori anche “Maestro di Heiligenblut”. Il Flügelaltar, in legno di abete rosso e di pino cembro dorato e policromato, è costituito da un Corpus o Scrigno con due battenti incernierati, dall'Auszung, il coronamento, e il Sarg, o Predella, sempre richiudibile per mezzo di due sportelli. L'opera è stata da pochi anni restaurata nei laboratori della Fortezza da Basso, settore di restauro della scultura lignea dell'Opificio delle Pietre Dure di Firenze.
Secondo la descrizione lasciataci da Mons. Lollino, il catino absidale era stato decorato dal Bordone con le figure di san Rocco e san Sebastiano, protettori contro la peste e titolari di molti altari nelle chiese della valle.
Il catino absidale fu proporzionalmente allargato nel 1774 determinando un profondo cambiamento nell'assetto dell'altar Maggiore. La costruzione della nuova mensa fu affidata all'intagliador di Cencenighe Manfroi, a cui probabilmente furono commissionati anche i due altari laterali, e pagati nel 1776. L'altare fu alzato nel 1781, dopo che nel 1779 erano state costruite le spalliere del Coro con la sede del mansionario.
In seguito alla scoperta degli affreschi di Paris Bordone, con lo spostamento dell'organo venne deciso di cambiare anche l'assetto dell'altar Maggiore. Nel 1905 la Fabbriceria decise di commissionare una nuova mensa e di riporre l'antico tabernacolo barocco nella sede della confraternita dei Battuti. Il nuovo altare, consegnato nel settembre del 1906 è opera di Amedeo Da Pos.

### Altare di Sant'Antonio
A metà della navata, addossato alla parete Nord, sorgeva un altare dedicato a sant'Antonio.
Un'elegante polittico, realizzato da Matteo Cesa tra il 1480 e il 1485, decorava l'altare anche prima che Paris Bordon realizzasse il suo ciclo pittorico, la figura del Padre Eterno, infatti, occupa solamente la parte più alta della parete.
Le tavole dipinte a tempera grassa sono racchiuse entro una cornice intagliata con motivi quattrocenteschi (in realtà si tratta di un'elegante rifacimento della fine del milleottocento o degli inizi del millenovecento). Nel primo fornice San Valentino non indossa i consueti paramenti liturgici ma una veste ed un ampio mantello, abbigliamento maggiormente convenuto ad un funzionario laico o ad un uomo di cultura dell'epoca. In mano regge un vangelo aperto e la palma del martirio. A destra Antonio abate, patriarca del monachesimo d'Occidente, è identificabile grazie al nero suino, inquieto e ringhiante, che reca nella zampa un campanello, riferimento alle forze del male domate o al potere curativo che il grasso di questo animale aveva sul Fuoco di Sant'Antonio. Il Santo eremita stringe con la mano destra un libro chiuso e con la sinistra un lungo bastone. Gli sguardi, tutti convergenti verso il centro potrebbero essere rivolti a una tavola centrale con la Madonna e il bambino, oggi perduta. Nel terzo fornice santa Margherita di Antiochia stringe con la mano sinistra la palma del martirio mentre ai suoi piedi giace il Male domato, rappresentato da un piccolo drago. L'ampio manto di una brillante tonalità di verde copre la preziosa veste scarlatta ricamata minuziosamente con un disegno modulare ad ogive includenti il simbolo della melagrana. Il frutto ha molteplici significati iconografici: i suoi copiosi chicchi simboleggiano il sacrificio di Cristo e il cruento martirio accettato dalla Santa, alludono ai fedeli uniti nel mistico corpo della chiesa e all'infinita abbondanza della grazia divina. A destra infine è rappresentato un vecchio frate intento a leggere il libro che regge con entrambe le mani. Dalla foggia e dal colore dell'abito talare potrebbe trattarsi di San Filippo Benizi, celebre monaco dell'Ordine dei Servi di Maria che allora possedevano un convento a Belluno. Il fondo oro e l'essenziale pavimentazione rosacea inseriscono i personaggi in una dimensione atemporale.
Durante le visita pastorale nel 1583, il vescovo Giovanni Battista Valier ordina di “proveder per li altari che ciascuno di essi habbia un palio novo di qualche honorevolezza”. L. Serafini ha dunque supposto che la pala raffigurante i santi Valentino, Antonio e Margherita eseguita da Francesco Frigimelica il vecchio sia stata la risposta a questa volontà.
Al vertice destro dell'immaginario triangolo che congiunge i tre santi, la Vergine Margherita indossa un candido velo e una scura tunica coperta in parte da un ampio manto ocra. Lungo il bordo del manto della santa si può leggere la scritta frammentaria: “1595 C…P…NTUS…PINXIT…ISCUS FRIGGIMELLICA PICTO”. Questa datazione inserisce la pala di San Simon tra le prime opere eseguite dal pittore nel bellunese. Antonio abate, padre del monachesimo Occidentale, si sostiene su un bastone a “tau” con la mano destra mentre regge con la sinistra una lingua di fuoco. La fiamma può essere sia un'allegoria della salda fede dell'eremita sia un riferimento al Fuoco di Sant'Antonio, malattia caratterizzata da eritemi e vescicole che causano appunto un senso di bruciore, contro cui il Santo è invocato. Di fronte alla vergine Margherita San Valentino regge con la mano destra un Vangelo, simbolo della sua erudizione, e stringe con la sinistra un ramo di palma, venne infatti decapitato durante le persecuzioni dell'imperatore Aureliano. Sopra la candida tunica indossa una pianeta paonazza decorata da un'ampia fascia sulla quale sono ricamate quattro immagini sacre.
Nella seconda metà del XIX secolo la Confraternita di sant'Antonio decise di ricostruire il proprio altare. Giovanni Battista Andrich Zanetto di Vallada (1842-1926) scolpì la predella, il gradino superiore dell'altare, e la mensa “a sarcofago” che oggi si trova nel presbiterio, dietro all'Altar Maggiore. La realizzazione della statua di sant'Antonio e della cornice furono affidate all'esperta mano di Pietro Amedeo Lazzaris (1857-1917), che nel 1897 scolpì anche il medaglione bronzeo con l'effigie di Valerio Da Pos.

### Ex Altare di Santa Barbara e Santa Caterina d'Alessandria
A destra dell'Altar Maggiore si trovava il tabernacolo dedicato alle sante Barbara e Caterina d'Alessandria.
Il restauro e la valorizzazione degli affreschi di Paris Bordone hanno comportato la rimozione della struttura lignea dell'altare, laccata, dorata e policromata, si trova oggi nell'oratorio di santa Lucia a Cogùl.
Nel 1776, Valentino Rovisi, allievo di Giambattista Tiepolo, fu chiamato ad abbellire gli altari laterali della “nuova” chiesa. Dipinse così la pala raffigurante la Beata Vergine di Loreto tra le sante Caterina d'Alessandria e Barbara e la pala del vicino altare di San Bartolomeo. Presumibilmente in questa occasione il Rovisi affrescò anche il vicino Sacello dei Gat. La tela è oggi collocata sulla parete destra del presbiterio.

### Ex Altare di San Bartolomeo e San Giacomo Maggiore
A sinistra del presbiterio si trovava l'altare dedicato ai santi Bartolomeo e Giacomo Maggiore.
L'appariscente struttura lignea, assemblata nella seconda metà dell'Ottocento, si trova oggi nell'oratorio di sant'Antonio Abate a Mas.
La tela raffigurante la Pietà tra i santi Bartolomeo e Giacomo, all'epoca contenuta nel dossale, è oggi collocata sulla parete sinistra del presbiterio.

## Organo
L'organo, costruito da Gaetano Callido nel 1802, fu commissionato in seguito a quello installato nel giugno del 1801 nella chiesa di Canale d'Agordo. Senza alcun riguardo per gli affreschi del Bordone lo strumento fu installato sopra all'ingresso principale provocando gravi danni. In seguito alla riscoperta del ciclo pittorico l'organo fu spostato insieme alla cantoria nell'abside dall'organaro Luigi De Cristoforis. Il falegname G. B. Lazzaris completò la cassa con delle cornici baroccheggianti.

## Sagrestia
Inizialmente la sagrestia doveva essere un piccolo vano fra il campanile il lato orientale dell'abside.
Il 23 giugno 1740, durante una Parte delle Regole di Vallada e Carfon-Fregona-Feder, ne fu deciso l'ingrandimento dopo che il vescovo Gaetano Zuanelli, durante la sua visita pastorale, aveva consigliato di ricostruire la sagrestia, essendo piccola e non adatta alle nuove esigenze. L'attuale Sagrestia è frutto dei lavori compiuti durante l'anno successivo.
Prova dell'assenza di un progetto unitario sono le vele asimmetriche e le due finestre fra di loro differenti: quella di destra, la più recente, è asimmetrica rispetto alla parete e alla vela.

## Cimitero

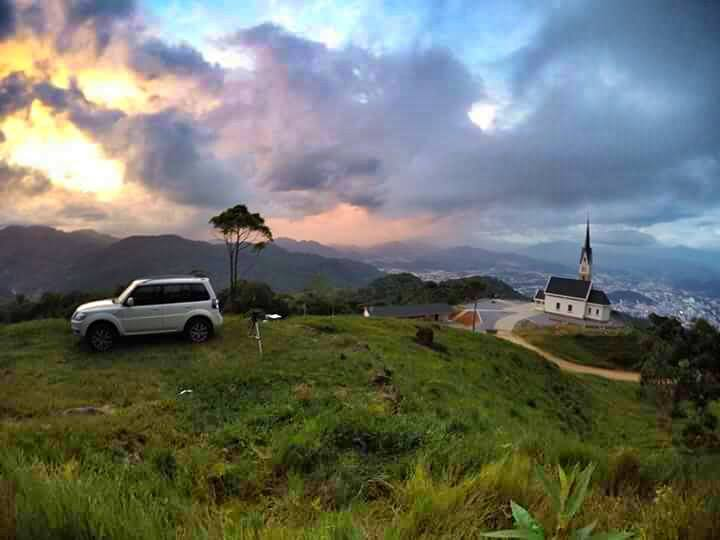
La Chiesetta Alpina - Monumento ao Imigrante di Jaraguá do Sul gemella di quella di San Simon

Dal sagrato a sud del sacro edificio parte una scalinata che conduce al cimitero. Varcato il cancello del campo santo una lunga scalinata sale per un centinaio di metri fino ad una piccola cappella dal cui sagrato, volgendo lo sguardo verso la sottostante chiesa si può ammirare tutta la vallata.
Fra gli altri è qui sepolto Valerio Da Pos, poeta valligiano, il cui epitaffio è scolpito su una lastra di pietra affissa al muro della scalinata:

## Curiosità
Dal 2012 nello stato di Santa Catarina in Brasile, sul Morro Boa Vista che domina la grande città di Jaraguá do Sul è stata costruita una chiesetta gemella di quella di Vallada in memoria degli emigranti bellunesi che si trasferirono li ed è dedicata a papa Giovanni Paolo I.